# Tetraethylolovo
Tetraethylolovo je organokovová sloučenina, která se používala jako antidetonační přísada do motorových benzínů. V dnešní době je nahrazováno ferrocenem.

## Vlastnosti
Za běžných podmínek jde o bezbarvou kapalinu. Zpomaluje hoření benzínu, a proto se používalo ke zvyšování oktanového čísla automobilových benzínů. Jde o těkavou toxickou látku dobře rozpustnou v tucích, která snadno proniká kůží, ale také se rychle a prakticky úplně vstřebává ze vzduchu v plicích. V játrech se metabolizuje na toxické trietylolovo.

## Výroba a spalování
Slitina Na+Pb reaguje s chlorethanem za vzniku tetraethylolova, olova a chloridu sodného.
4 NaPb + 4 C2H5Cl → Pb(C2H5)4 + 3 Pb + 4 NaCl
Další možností výroby je působení suchého chloridu olovnatého na Grignardovo činidlo.
4 C2H5MgI + 2 PbCl2 → 2 MgI2 + 2 MgCl2 + Pb + Pb(C2H5)4
Tetraethylolovo se spaluje za vzniku oxidu uhličitého, vody a olova
Pb(C2H5)4 + 13 O2 → 8 CO2 + 10 H2O + Pb